# Orgeans-Blanchefontaine
Orgeans-Blanchefontaine es una comuna francesa situada departamento de Doubs, en la región de Borgoña-Franco Condado.

## Demografía
| 68 | 52 | 61 | 60 | 44 | 53 | 42 |
| Para los censos de 1962 a 1999 la población legal corresponde a la población sin duplicidades (Fuente: INSEE [Consultar]) |    |    |    |    |    |    |